# Castello di Carsoli
Das Castello di Carsoli ist die Ruine einer Höhenburg auf dem Gipfel des Colle Sant’Angelo über der  italienischen Gemeinde Carsoli in der Provinz L’Aquila.

## Geschichte
Die mittelalterliche Siedlung entstand als Haufendorf um die Kirche Santa Maria in Cellis, nicht weit von den Überresten der römischen Siedlung Carsioli (oder Carseoli), die aus dem Anfang des 4. Jahrhunderts v. Chr. stammte und bei Civita (Oricola) lag. Die Siedlung wurde im 10. Jahrhundert von den Sarazenen zerstört und zwischen 996 und 1000 ließ der Graf Rainaldo dei Marsi einen Wachturm errichten, der später durch den Bau einer Mauer nach dem Schema der eingefriedeten Burg erweitert wurde; die letzte Erweiterung war die der Angioini von 1293.
Das Gebiet von Carsoli und die Kirche Santa Maria in Cellis schenkte der Graf Rainaldo dem Kloster in Subiaco. Nacheinander gehörte die Burg den Grafen Albe, dann den Baronen von Tagliacozzo, dann den Orsinis und den Colonnas bis zum Jahre 1806, als die Feudalherrschaft abgeschafft wurde. 2013 ging das Eigentum an der Burgruine von der Familie De Leoni an die Gemeinde Carsoli über.

## Beschreibung
Die Burgruine liegt an einem strategisch wichtigen Punkt an der Einmündung des Baches Mura in den Turano. Von dort aus kann man im Süden die Piana del Cavaliere und das Castello di Oricola kontrollieren, im Norden das Muratal und im Osten das Tal, das zum Pass über den Monte Bovo führt.
Der Grundriss der Burg hat die Form eines umgelegten L. Der älteste Teil ist der Turm, der sich im Winkel zwischen den beiden Einfriedungsmauern befindet. Weitere zwei Türme mit rechteckigen Grundrissen finden sich an den Enden der beiden Flanken der Einfriedung.
Die Burg befindet sich in ruinösem Zustand mit zwei Mauern im Südosten und Nordosten, die die Zugangsrampe, die größtenteils in Trümmern liegt, flankieren.

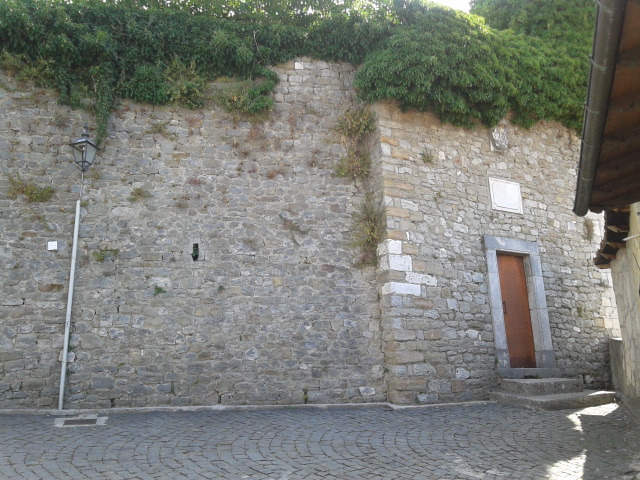
Zugang zur Burgruine